# Антонов, Юрий Яковлевич
Ю́рий Я́ковлевич Анто́нов (род. 11 июля 1940, Молотов) ― советский инженер-металлург, директор объединения «Инкар» (ныне АО «ОДК-СТАР»), Народный депутат РСФСР (1990―1993).

## Биография
Родился 11 июля 1940 года в городе Пермь, РСФСР.
После школы учился в Механическом техникуме имени Славянова, затем поступил в Пермский политехнический институт.
В 1968 году начал работать в Пермском агрегатном конструкторском бюро, где последовательно был главным металлургом, затем заместителем главного инженера. В 1982 году Антонов назначен директором завода «Пермское агрегатное КБ»; с 1988 года — генеральный директор ОАО "Пермское агрегатное объединение «ИНКАР». В 1993 году стал генеральным директором ОАО «ИНКАР».
Юрий Антонов руководил работами по разработке и доводке авиационных топливорегулирующих агрегатов для нового поколения двигателей «Д30», «Д30КУ», «Д30КП», для самолетов Ту-134, Ту-154, Ил-62, Ил-76, гражданской и военно-транспортной авиации.
Также возглавлял разработку и доводку агрегатов для двигателей «Д30фб» для дальнего истребителя-перехватчика МИГ31, агрегатов для всех вертолетов, производимых в России. Разработал и внедрил в производство топливную аппаратуру для двигателей «ТВД1000», «ТВД1200» для танков Т-80. Провёл в жизнь новую экономическую программу предприятия, которая дала возможность наращивать объемы производства и увеличивать численность работающих.
Окончил Академию народного хозяйства при Совете Министров СССР. Юрий Антонов является автором 4 свидетельства на изобретения. Написал 32 печатных работ.
Антонов руководил запуском агрегатных станков для обработки корпусов электропил; вводом в эксплуатацию технологической линии по штамповке деталей гидротолкателя ГТ; пуском высокопроизводительного комплекса оборудования по бесцентровой и внутренней шлифовке. При нём на заводе была смонтирована и запущена автоматизированная линия химико-термической обработки деталей гидротолкателя в защитной атмосфере; внедрены высокоточный и высокопроизводительный процесс лазерной сварки, что позволило увеличить выпуск гидротолкателей до 3 миллионов штук в год; технология получения высокоточной штамповой заготовки на многопозиционных прессах. Внедрена международная система качества ИСО-9000, получены международные сертификаты соответствия на все виды продукции.
В 1990 году был избран Народным депутатом РСФСР, был членом Верховного Совета РСФСР с 1991 по 1993 год. В 2005 году ему присвоено звание «Почетный гражданин Пермской области».
Награждён Орденом «Знак Почёта» (1999), Орденом Преподобного Сергия Радонежского IІI степени (2000), медалями «За трудовую доблесть», Российского авиационно-космического агентства «Звезда голубой планеты», медалью Федерации космонавтики России, дважды Героя Советского Союза летчика-космонавта СССР В. М. Комарова, Почетной грамотой Российского авиационно-космического агентства. Отличник качества Министерства авиационной промышленности СССР (1980), Почётный авиастроитель РСФСР (1990).

## Награды
- Орден Знак Почёта
- Орден Преподобного Сергия Радонежского 3 степени
- Медаль «За трудовую доблесть»